# Будівля колегіуму в Чернігові

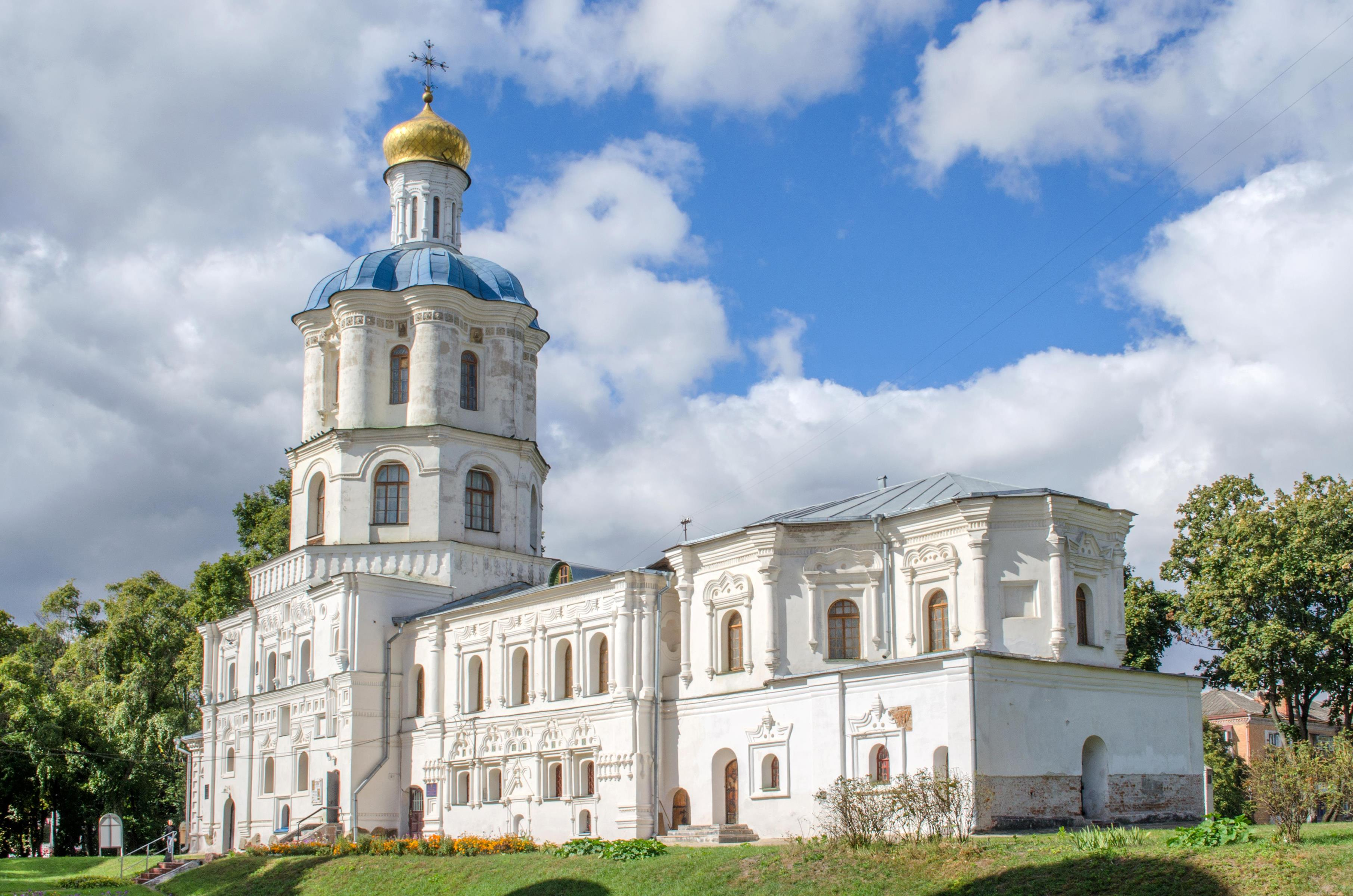
Будівля колегіуму в Чернігові

Будівля колегіуму — пам'ятка історії національного значення в Чернігові.

## Історія
Будівля Чернігівського колегіуму зведена наприкінці XVI століття, є визначною пам'яткою архітектури та найстарішим навчальним закладом на Лівобережній Україні. Будівництво проходило у кілька етапів: підвали й перші поверхи — кінець XVI—XVII ст.; трапезна — XVII ст.; башта і завершальна форма — за часів Івана Мазепи на початку XVIII століття. У 1786 році реформований у духовну семінарію; діяла до 1917 року. Спочатку вона служила келіями Борисоглібського монастиря, а згодом була перебудована і стала колегіумом.
Тут школу проходили представники козацької, духовної та освітньої еліти, а сам заклад відіграв важливу роль у формуванні української інтелігенції. Наразі в будівлі розміщується заклад культури та Національний університет «Чернігівський колегіум» імені Т. Г. Шевченка.

## Архітектурний стиль
Будівля колегіуму є яскравим зразком українського бароко, з пишними формами та характерними елементами стилю. Західноєвропейські барокові форми (симетрія, динаміка) поєднані з традиційною українською народною архітектурою (плавні обриси, декоративність). Споруда витягнута вздовж осі захід-схід, має характерну планувальну структуру: видовжену прямокутну форму (приблизно 48 метрів) із високою (близько 40 метрів) дзвіницею над західною частиною. Основний матеріал — цегла з потинькованим і побіленим тиньком. Дахи спочатку були ґонтові, пізніше — бляшані з декоративними бароковими банями. Фасади багато декоровані. Наявна аркатурно-колончата декорація — ритмічне чергування вертикальних ніш (аркатур) і колонок. Пілястри (виступи у вигляді плоских колон) оздоблюють фасади, підкреслюючи вертикальний ритм. Карнизи зі складним профілем, подекуди з ліпленим фризом та декоративною керамікою.